# Dibasterium durgae
Dibasterium durgae è un artropode estinto, appartenente ai chelicerati. Visse nel Siluriano medio (circa 425 milioni di anni fa) e i suoi resti fossili sono stati ritrovati in Inghilterra. 

## Descrizione
Gli arti di Dibasterium possono essere omologati con quelli dell'attuale Limulus, ma conservano un'ancestrale morfologia biramata. Sorprendentemente, tuttavia, i due rami degli arti hanno origine separata, fornendo prove fossili che suggeriscono che la repressione o la perdita dell'espressione genica potrebbero aver dato origine alla morfologia delle appendici di Limulus. Entrambi i rami degli arti prosomiali di Dibasterium sono robusti e segmentati, in contrasto con la morfologia negli artropodi del Cambriano, rivelando che un vero arto biramato era un tempo presente sia nei chelicerati che nei mandibolati.

### Diagnosi
Scudo del cephalon semiovale, liscio, privo di evidenza esterna di un'area oftalmica differenziata; 11 tergiti opistosomiali non fusi, il primo ridotto; telson terminante in due brevi spine. Cheliceri allungati, flessibili; arti prosomali 2-5 biramati, entrambi i rami robusti, segmentati, inseriti separatamente; arto sei uniramato, simile ai precedenti endopodi; arto sette corto con lembo frangiato di spine; sei arti opistosomiali lamellari.

## Classificazione
Dibasterium durgae venne descritto per la prima volta nel 2012, sulla base di resti fossili ritrovati nel giacimento di Herefordshire, in Inghilterra. Analisi cladistiche indicano che Dibasterium era uno xifosuro basale, affine a Weinbergina. 

## Etimologia
Il nome del genere deriva dalle parole latine dibamos ("su due gambe") e mysterium ("mistero"), che significa "mistero su due gambe" e si riferisce ai suoi arti prosomali (della testa). Il nome della specie durgae deriva da Durga, una dea indù con molte braccia.